# 華 (ソニンのアルバム)
『華』（はな）は、2003年5月14日にトイズ・ファクトリーから発売されたソニンの1枚目のオリジナルアルバム。

## 概要
- つんくプロデュースによる1stアルバム。
- 写真集付デジパック仕様。
- EE JUMP時代の曲は『HELLO!新しい私』が唯一ソニンver.として収録されている。
- "売れないと困るんです"というフレーズがTV-SPOTに使われた。
- タイトルの『華』は韓国語で"1"を意味する"ハナ"から。

## 収録曲
全作詞・作曲：つんく
1. カレーライスの女
編曲：鈴木Daichi秀行
  - 1stシングル。
2. 東京ミッドナイト ロンリネス
編曲：鈴木Daichi秀行
  - 3rdシングル。
3. 好きな人だから
編曲：湯浅公一
4. HELLO! 新しい私 (ソニン Version)
編曲：AKIRA
5. 国領
編曲：鈴木Daichi秀行
  - 京王線国領駅を舞台とするご当地ソング。
6. 津軽海峡の女
編曲：鈴木Daichi秀行、上杉洋史
  - 2ndシングル。
7. 奮起せよ!
編曲：河合英嗣
8. 平凡的女子な条件
編曲：河野伸
9. WINTER -寒い季節の物語-
編曲：鈴木Daichi秀行、酒井ミキオ
  - EE JUMP featuring ソニン名義で発表したシングル。
10. SEE YOU!
編曲：鈴木Daichi秀行